# Nội bào tử

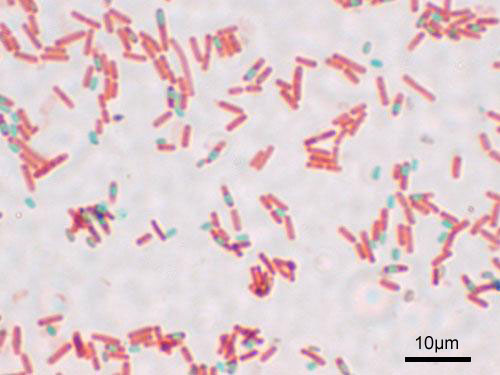
Một hình ảnh nhuộm của tế bào Bacillus subtilis cho thấy nội bào tử có màu xanh lá cây còn các tế bào sinh dưỡng có màu đỏ

Nội bào tử hay endospore là một cấu trúc ngừng hoạt động, bền chắc, và không sinh sản, được hình thành bởi một số vi khuẩn từ ngành Firmicute. Cái tên "nội bào tử" có thể gợi đến về bào tử ("spore") hoặc hạt giống ở thực vật (còn "endo" có nghĩa là bên trong), nhưng nó không phải là một bào tử thực sự (tức là, không phải để phát triển thế hệ tiếp theo). Đây là một hình thức tối giản, ngừng hoạt động của vi khuẩn. Nội bào tử thường được hình thành khi thiếu chất dinh dưỡng, và thường xảy ra ở vi khuẩn Gram dương. Trong sự hình thành nội bào tử, vi khuẩn phân chia tế bào chất bên trong thành tế bào của nó. Một mặt sau đó lấn át mặt kia. Nội bào tử cho phép vi khuẩn có thể "nằm im" trong thời gian dài, thậm chí nhiều thế kỷ. Đã có rất nhiều báo cáo về bào tử còn tồn tại hơn 10.000 năm, và những bào tử đã hàng triệu năm tuổi có thể trở lại hoạt động cũng đã được ghi lại. Đã có báo cáo về bào tử Bacillus marismortui trong tinh thể muối khoảng 250 triệu năm tuổi, nhưng vẫn có khả năng hoạt động trở lại.  Khi môi trường trở nên thuận lợi hơn, các nội bào tử có thể kích hoạt lại chính nó trở về trạng thái sinh dưỡng. Hầu hết các loại vi khuẩn không thể hình thành dạng nội bào tử. Ví dụ về vi khuẩn có thể hình thành nội bào tử có thể kể đến Bacillus và Clostridium.

## Tổng quan

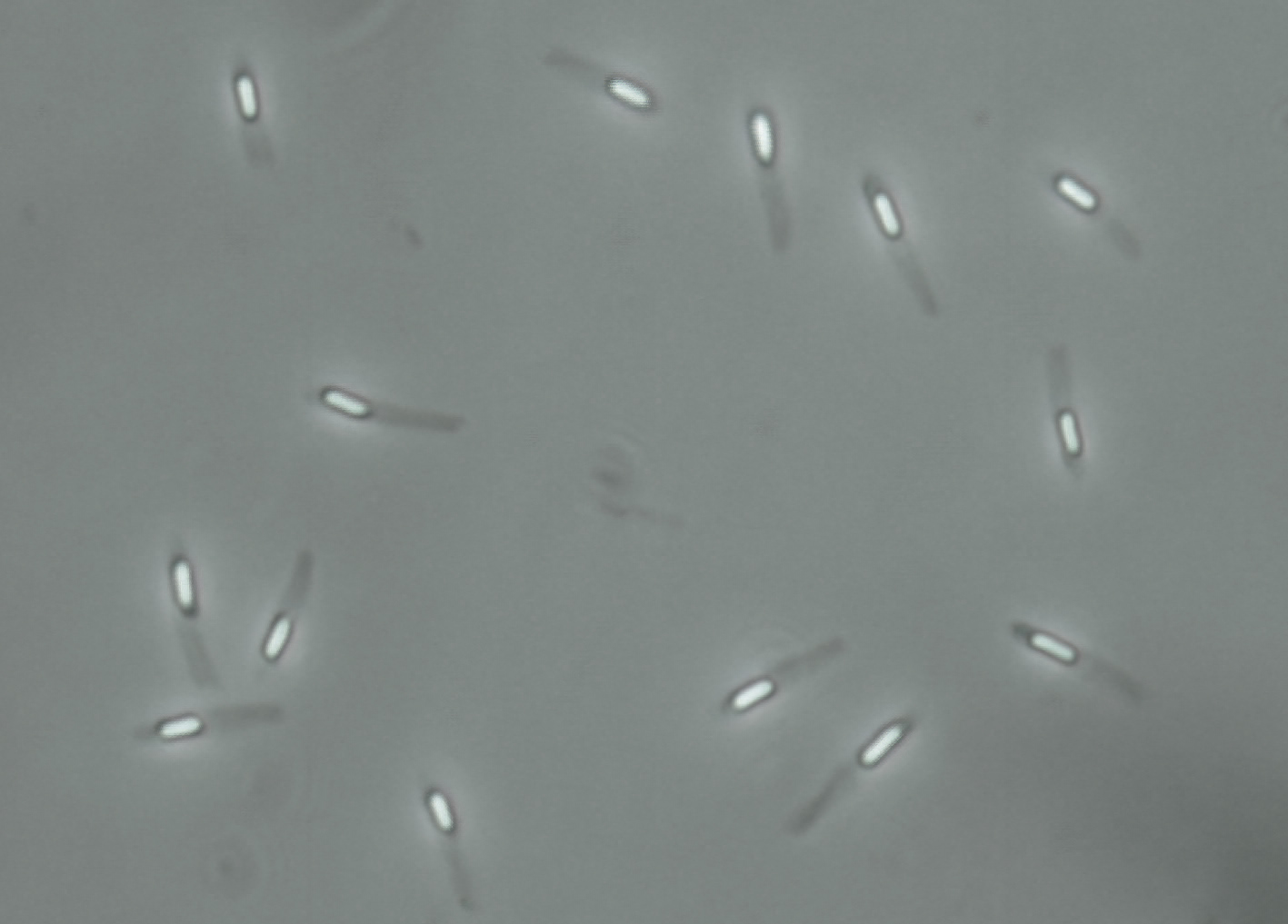
Các nội bào tử (phần đang "phát sáng") của Paenibacillus alvei, ảnh được chụp bằng kính hiển vi đối pha

Các nội bào tử sẽ chứa DNA của vi khuẩn, ribosome và một lượng lớn axit dipicolinic. Axit dipicolinic là một hóa chất đặc hiệu bào tử và có vẻ giúp cho các nội bào tử duy trì trạng thái ngủ đông. Hóa chất này chiếm tới 10% trọng lượng khô của bào tử.
Nội bào tử có thể tồn tại mà không cần chất dinh dưỡng. Chúng có khả năng chống bức xạ cực tím, mất nước (hay sấy khô), nhiệt độ cao, bị đông cực lạnh và các chất khử trùng hóa học. Các nội bào tử chịu nhiệt lần đầu tiên được đưa ra giả thuyết bởi Ferdinand Cohn sau khi nghiên cứu sự phát triển của Bacillus subtilis (hình bên phải) trên phô mai sau khi đã "đun" phô mai đến nhiệt độ cao. Quan điểm của ông về bào tử là cơ chế sinh sản để tăng trưởng là một cú đánh trực diện đối với những quan điểm trước đây về phát sinh sự sống tự phát. Nhà vật lý học thiên thể Steinn Sigurdsson cho biết: "Có những bào tử vi khuẩn có tuổi đời 40 triệu năm tuổi vẫn còn nằm trên Trái đất-và chúng ta biết chúng rất bền với bức xạ". Các tác nhân chống vi khuẩn phổ biến hoạt động bằng cách phá hủy thành tế bào lại không thể ảnh hưởng đến nội bào tử. Nội bào tử thường có thể được tìm thấy trong đất và nước, nơi chúng có thể tồn tại trong thời gian dài. Một loạt các vi sinh vật khác nhau tạo thành "bào tử" hoặc "u bóng", nhưng các nội bào tử của vi khuẩn Gram dương của ngành Firmicute có khả năng chống chịu những điều kiện khắc nghiệt nhất.
Một số loại vi khuẩn có thể biến thành ngoại bào tử, còn được gọi là u bóng vi sinh vật, thay cho nội bào tử. Ngoại bào tử và nội bào tử là hai dạng "ngủ đông" hoặc các giai đoạn không hoạt động được thấy trong một số lớp vi sinh vật.
Bào tử lợi khuẩn là những vi khuẩn sống, tồn tại dưới dạng bào tử, có những tác động có lợi ở nồng độ nhất định cho sức khỏe của vật chủ. Bào tử lợi khuẩn chịu được môi tường khắc nghiệt: nhiệt độ 80 độ C, môi trường acid có độ pH 2 như trong dạ dày, chịu được kháng sinh, dùng được khi bệnh nhân đang hóa trị/xạ trị ...

## Ứng dụng trong y học
Trong cơ thể con người có 100 nghìn tỷ vi khuẩn, trong đó có 85% là lợi khuẩn, 15% là hại khuẩn. Tuy nhiên, lợi khuẩn sẽ bị chết theo thời gian, chế độ ăn uống không khoa học, thực phẩm bẩn, stress hay dùng thuốc kháng sinh... Nếu không bổ sung lợi khuẩn sẽ dẫn đến tính trạng thiếu hụt lợi khuẩn, gây mất cân bằng hệ vi sinh, từ đó gây nên nhiều bệnh về đường tiêu hóa như rối loạn tiêu hóa, viêm đại tràng, hội chứng ruột kích thích...
Thông thường, người ta thường bổ sung lợi khuẩn bằng cách dùng men vi sinh, thực phẩm bổ sung lợi khuẩn, v.v... Tuy nhiên, lợi thường rất yếu ớt, dễ chết ở nhiệt độ thường, ánh sáng, độ ẩm đặc biệt là khi đi qua acid dạ dày. Vì thế, chỉ có khi ở dạng bào tử, lợi khuẩn mới có thể an toàn sống sót trong quá trình bảo quản, vận chuyển và đi qua acid dạ dày. Đặc biệt, khi được bào chế dưới dạng dung dịch nước sẽ giúp bào tử lợi khuẩn dễ dàng xâm nhập đến mọi ngóc ngách của đường tiêu hoá và phát huy tác dụng triệt để. Tuy nhiên, để sản xuất được bào tử lợi khuẩn ở dạng nước là một thách thức đối với các nhà sản xuất do dạng bào tử của lợi khuẩn cực kỳ nhạy cảm với độ ẩm.
Bào tử lợi khuẩn là loại men vi sinh thế hệ tiên tiến nhất. Lợi khuẩn ở dạng bào tử khắc phục các yếu điểm ở men vi sinh chứa lợi khuẩn sống, giúp ức chế và tiêu diệt các hại khuẩn bằng cách cạnh tranh chỗ bám, tiết ra các vitamin và enzyme tiêu hóa. Vì vậy, chúng được ứng dụng nhiều trong việc xử lý các vấn đề liên quan đến mất cân bằng hệ vi sinh đường ruột như rối loạn tiêu hóa, các bệnh đại tràng...